# HMS Prince Albert (1864)
«Принс Альберт» (англ. HMS Prince Albert) був сконструйований і побудований як корабель берегової оборони з невеликою осадкою і був першим британським військовим кораблем, основне озброєння якого розміщувалося у баштах.  Корабель був названий на честь принца Альберта, покійного чоловіка королеви Вікторії. На її бажання «Принс Альберт» залишався в "активному" списку до 1899 року, загалом 33 роки, давно втративши будь-яку військову цінність. 

## Конструкція
Рада адміралтейства, приймаючи рішення про будову та розміри цього корабля, зіткнулася з суперечливими вимогами до стабільності, броні, потужності гармати, оснащення, швидкості та дальності. Капітан Каупер Коулс, давній прихильник встановлення озброєння у башти, підготував пропозицію в 1859 році, яка, хоч і не прийнята повністю, лягла в основу конструкторської концепції «ПринсА Альберта». 
Надводний борт мав 2,1 метр для забезпечення адекватної стабільності, розмішуючи озброєння на рівні, принаймні того ж рівня, що і в сучасних йому батарейних броненосцях. Озброєння розміщувалося в чотирьох броньованих  баштах, кожна з яких містила по одній важкій гарматі, усі  - по центральній лінії корабля. Ці гармати були найважчими та найпотужнішими на той час - 230 міліметрова (9 дюймова) дульнозарядна нарізна. Відсутність підвишень на носі і кормі та баку обмежувала активність корабля в штормову погоду, але давала можливість стріляти з передньої та задньої башт по курсу та проти курсу корабля відповідно. 
На відміну від башт у сучасних йому американських моніторах, башти британського броненосця оберталися вручну. Вісімнадцять чоловік могли повернути башту на 360 ° за хвилину. 

## Історія служби
«Принс Альберт» був зарахований до складу флоту у Портсмуті і майже одразу був знятий з активної служби для випробувань і переробок, які тривали до 1867 року. Після цього корабель перевели в перший дивізіон резерву Девонпорта. Він увійшов до складу ескадри особливої служби, сформованої у серпні 1878 року для захисту узбережжя Британії, після чого залишався у запасі. Його виводили з резерву для участі у Ювілейному параді флоту 1887 році та морських маневрах у 1889 році. «Принс Альберт» перевели до резерву кораблін у 1898 році. 